# Ethel Caterham
Ethel May Caterham (ur. 21 sierpnia 1909 w Shipton Bellinger, w hrabstwie Hampshire) – brytyjska superstulatka.

## Życiorys
Urodziła się 21 sierpnia 1909 roku Shipton Bellinger,w hrabstwie Hampshire w Anglii. Dorastała w Tidworth, Wiltshire, jest drugą najmłodszą z ośmiorga rodzeństwa. Jedna z jej sióstr, Gladys Babilas (1897–2002), dożyła 104 lat. W 1927 roku, w wieku 18 lat, Ethel wyruszyła w podróż do Indii, pracując jako niania dla brytyjskiej rodziny. Jej samotna podróż statkiem do Indii trwała trzy tygodnie, a po trzech latach tam spędzonych powróciła do Anglii.
W 1931 roku Ethel Caterham poznała swojego przyszłego męża, Normana (1905–1976), majora w armii brytyjskiej, na przyjęciu obiadowym. Ślub wzięli w katedrze w Salisbury, gdzie Norman był wcześniej chórzystą. Początkowo mieszkali w Harnham w Anglii, zanim na stałe przeprowadzili się do Hongkongu i Gibraltaru.
Podczas pobytu w Hongkongu, Ethel Caterham założyła przedszkole dla lokalnych i brytyjskich dzieci, gdzie uczyła angielskiego, gier i prac ręcznych. W Gibraltarze, razem z mężem, założyła rodzinę, wychowując dwie córki w Wielkiej Brytanii. Norman zmarł w 1976 roku.

## Późniejsze lata
W kolejnych latach życia, Ethel Caterham mieszkała w Surrey przez ponad pięć dekad. Prowadziła samochód aż do 97. roku życia i pozostała zapaloną miłośniczką gry w brydża nawet w wieku powyżej 100 lat. Obecnie przebywa w domu opieki w Ash Vale, Surrey.
W 2020 roku, mając 110 lat, Ethel Caterham zachorowała na COVID-19 podczas światowej pandemii koronawirusa. Udało jej się wyzdrowieć, co uczyniło ją jedną z najstarszych znanych osób, które przetrwały tę chorobę.
Aby uczcić swoje 111. urodziny w sierpniu 2020 roku, Ethel Caterham zorganizowała przyjęcie przy herbacie, na które przybył burmistrz Surrey Heath. Tydzień przed tym wydarzeniem, ona i jej wnuczka udzieliły wywiadu w BBC Radio Surrey, opowiadając o jej życiu i doświadczeniach.

## Długowieczność
- Po śmierci 109-letniej Kay Hurley 17 stycznia 2019 roku, Ethel Caterham stała się najstarszą znaną żyjącą osobą w Surrey.
- Po śmierci 112-letniej Mollie Walker 22 stycznia 2022 roku, Ethel Caterham została najstarszą znaną żyjącą osobą w Wielkiej Brytanii.
- W sierpniu 2022 roku Ethel Caterham obchodziła swoje 113. urodziny, co uczyniło ją pierwszą osobą w Wielkiej Brytanii, która osiągnęła ten wiek od czasów Olive Boar w 2017 roku.
- 8 września 2022 roku, po śmierci królowej Elżbiety II, Caterham stała się jedną z zaledwie dwóch osób w Wielkiej Brytanii, które były poddanymi zarówno Edwarda VII, jak i Karola III. Po śmierci Rose Eaton 7 października 2022 roku, Caterham została ostatnią żyjącą osobą w Wielkiej Brytanii urodzoną w dekadzie 1900-1909 i ostatnią żyjącą brytyjką poddaną rządom Edwarda VII.
- Po śmierci Lucile Randon 17 stycznia 2023 roku, Ethel Caterham stała się drugą najstarszą znaną (zweryfikowaną) żyjącą osobą w Europie, tuż za Marią Branyas Morerą z Hiszpanii. Jest również najstarszą znaną (zweryfikowaną) żyjącą osobą urodzoną w Europie.
- Po śmierci Ady Thompson 13 marca 2023 roku, Ethel Caterham została ostatnią znaną żyjącą osobą z Wielkiej Brytanii urodzoną przed 1911 rokiem.
- Po śmierci Niny Willis z USA 17 maja 2023 roku, Caterham weszła na listę 10 najstarszych zweryfikowanych żyjących osób na świecie.
- 7 kwietnia 2025 wyprzedziła wiekiem Charlotte Hughes, zostając najstarszą osobą w historii Wielkiej Brytanii.
- 30 kwietnia 2025, po śmierci Inah Canabarro Lucas, została najstarszą żyjącą osobą na świecie[4].

W sierpniu 2023 roku Ethel Caterham obchodziła swoje 114. urodziny, stając się pierwszą osobą w Wielkiej Brytanii, która osiągnęła ten wiek od czasów Ethel Lang w 2014 roku, oraz pierwszą osobą urodzoną w Wielkiej Brytanii, która to osiągnęła od czasów Phyllis Ridgway z Kanady w 2021 roku.

## Tytuły długowieczności
- Nestorka Wielkiej Brytanii (od 22 stycznia 2022) – najstarsza żyjąca osoba w Wielkiej Brytanii.
- Najstarsza żyjąca osoba w Europie (od 19 sierpnia 2024).
- Zweryfikowana przez Olivera Trima i Wacława Jana Kroczka, przez GRG 28 stycznia 2023 roku[1].
- Rekordzistka długowieczności w Wielkiej Brytanii (od 7 kwietnia 2025)[5].
- Najstarsza żyjąca osoba na świecie (od 30 kwietnia 2025)[4].